# Allied Reaction Force
Die NATO Allied Reaction Force (ARF; deutsch Alliierte Reaktionskräfte) ist ein schnell verlegbarer Eingreifverband der NATO in Divisionsstärke im Rahmen des New NATO Force Models (NFM). Die ARF trat 2024 in Folge des Russischen Überfalls auf die Ukraine 2022 an die Stelle der bisherigen NATO Response Force (NRF) und ihrer Very High Readiness Joint Task Force (VJTF).

## Aufgaben
Die ARF sind strategische, Multi-Domain-fähige Streitkräfte in hoher Bereitschaft. Sie stellt Multi-Domain-Kräfte aus dem gesamten Bündnis bereit, die schneller als zuvor im Rahmen des NFM einsatzbereit sind.
Die ARF ist sehr schnell verlegefähig und wird durch skalierbare Multi-Domain-Kräfte unterstützt, um die Abschreckung zu Frieden- und Krisenzeiten zu verstärken oder um für einen potenziellen Gegner ein strategisches Dilemma darzustellen.
Ihre innewohnende Flexibilität erlaubt es dem SACEUR, dem Befehlshaber der ARF je nach Erfordernis in jeder Situation weitere Unterstützung zur Verfügung zu stellen.

## Geschichte
Auf dem NATO-Gipfel in Vilnius 2023 wurde das Konzept der „Abschreckung und Verteidigung“ (englisches Akronym DDA), vereinbart. Diese DDA beschreiben sowohl die militärischen Aktivitäten und Abschreckungsziele zu Friedenszeiten als auch die militärischen Aktivitäten und Verteidigungsmaßnahmen in Krisenzeiten und im Kriegsfall. Die beiden Hauptbedrohungen sind demnach Russland und Terrorgruppen.
Aus dem Rahmen der DDA leitete die NATO ein neues Streitkräftemodell, New Force Model (NFM), ab. Die Aufstellung der ARF zur Unterstützung des DDA-Konzepts ist die Grundlage, die es dem SACEUR erlaubt, schnell und flexibel auf neue Situationen über das gesamte Einsatzspektrum hinweg zu reagieren.
Als Führungselement wurde das bereits existierende NRDC-ITA bestimmt. Dies existierende Kommando übernahm den Aufbau der ARF. Hierzu gehörten die Überprüfung des Konzepts, Versuche und das Lernen von Lektionen („Lessons Learnt“) im Rahmen des Aufbaus. Das Aufgabenspektrum des Hauptquartiers (HQ) in Italien verlagerte sich einhergehend damit von der taktischen, operativen mehr zur strategischen Ebene.
Das Kommando wurde durch eine Reihe von Veranstaltungen, Schulungen und Übungen auf die neue Rolle vorbereitet. Die neue Rolle wurde 2024 validiert und das NRDC-ITA übernahm am 1. Juli 2024 in Solbiate Olona die Funktion des Hauptquartiers der ARF. Das erste Kontingent stellte ab Mitte 2024 hauptsächlich das Vereinigte Königreich, dass bis zu diesem Zeitpunkt auch das Gros des letzten Kontingents der VJTF beigesteuert hatte.
Am 30. September 2024 wurde dann erstmals ein ARF-Kontingent für eine Übung auf den Westbalkan in Marsch gesetzt.

### Kontingente
Die hauptsächlichen Kontingente stellen Landstreitkräfte. Daneben werden Seestreitkräfte als nationale "Maritime Forces" (MARFOR) und Luftstreitkräfte als nationale "Joint Force Air Component" (JFAC) bereitgestellt.
| Nr. | Jahr | Führungsnation         | Leitverband                 | Weitere Nationen                               | Weitere Verbände                                         |
| --- | ---- | ---------------------- | --------------------------- | ---------------------------------------------- | -------------------------------------------------------- |
| 1   | 2024 | Vereinigtes Königreich | 1. (UK) Division            | Vereinigtes Königreich Spanien Italien Spanien | 102 Operational Sustainment Brigade MOE COMITMARFOR JFAC |
| 2   | 2025 | Italien                | Divisione “Vittorio Veneto” | Frankreich Spanien Türkei                      | Joint Logistic Support Group MOE SPMARFOR JFAC           |

Neben den nationalen Kontingenten unterstützen neben dem Allied Air Command auch das NATO Space Centre und das NATO Cyber Operation Centre die ARF.